# غوستافو غونزاليس كاسترو
غوستافو غونزاليس كاسترو (بالإسبانية: Gustavo González Castro)‏ هو مهرب مخدرات مكسيكي، ولد في 1 يوليو 1973 في Tuxpan Municipality, Veracruz ‏ في المكسيك.